# Българска граматика
Българската граматика e граматиката на българския език, като принадлежащ към групата на южнославянските езици. За разлика от другите славянски езици в българския има пълен и непълен член, исторически флексията при падежите почти е отпаднала (вж. старобългарски език) и съществува сложна система от глаголни времена. Глаголният инфинитив също е отпаднал исторически.

## Съществителни

### Число
Особеното при съществителните имена в българския език е, че те имат две форми, които изразяват повече от един предмет: едната се нарича бройна форма, която може да е наследник както на старобългарското двойствено число, така и на старобългарското множествено число; другата е множественото число, което също може да води началото си от старобългарските двойствено или множествено число. Бройната форма се употребява, когато броят е точно известен (един, двама и пр.) или е относително известен (няколко).
Например в старобългарския език двойственото число на  е , а множественото число е . В новобългарския език бройната форма е колена, а множественото число може да е както колена, така и колене. Същото се отнася и за рамо (бр.ф. рамена, мн.ч. рамена/рамене) и крило (бр.ф. крила, мн.ч. крила/криле).
Бройната форма на ден е дена и произлиза от старобългарското двойствено число, а мн.ч. съвпада със старобългарското: дни.

## Местоимения
Библиография
- Иван Г. Илиев. Теория на относителността. Българските относителни местоимения – произход и развой.